# 보몬히메 (이치조 요시야스의 아내)

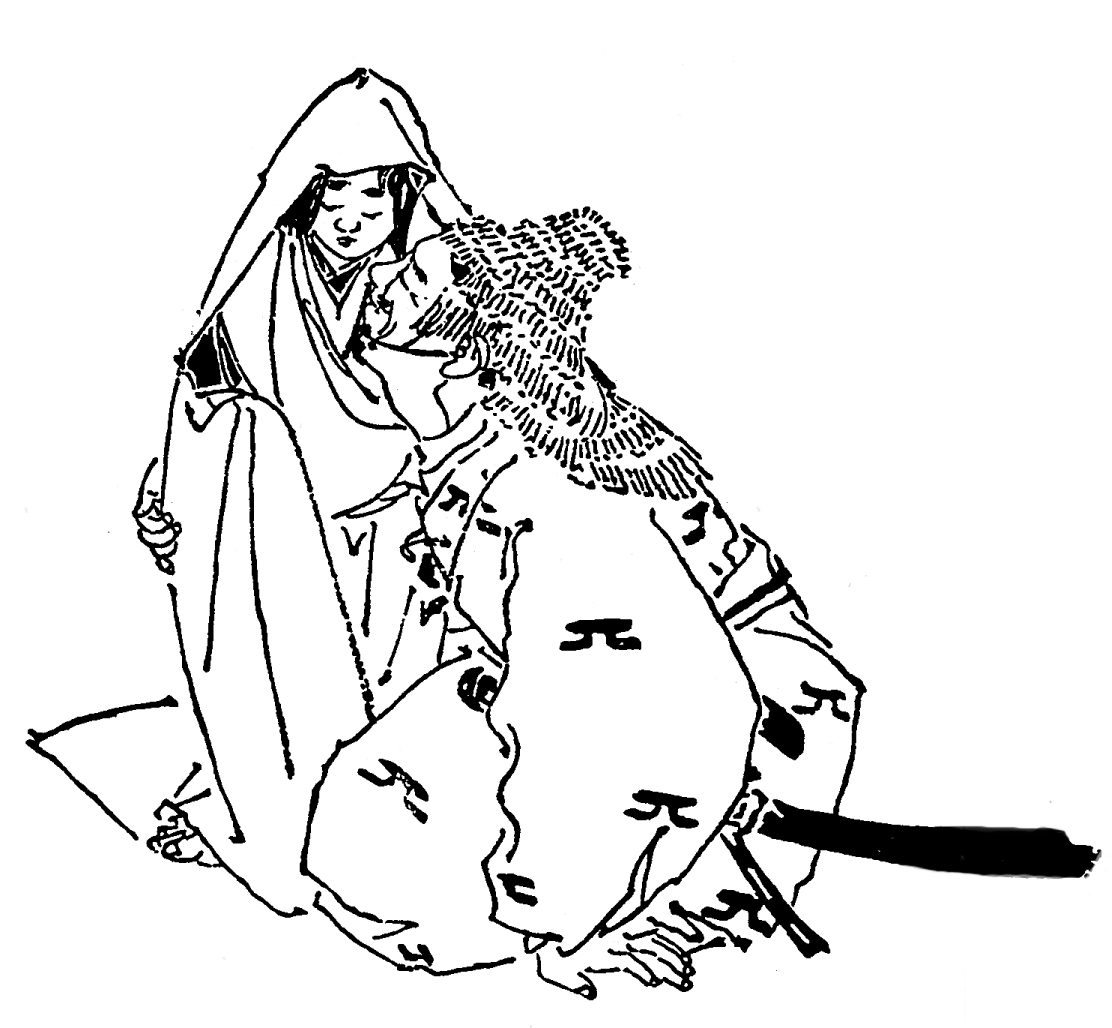
고토 사네모토와 보몬히메 / 메이지 시대 『젠켄코지츠(前賢故実)』에서. 키쿠치 요사이 그림

보몬히메(일본어: 坊門姫 ぼうもんひめ[*], 규쥬 원년 (1154년) 또는 규안 원년 (1145년) - 겐큐 원년 4월 20일 (1190년 5월 25일))는 헤이안 시대 말기부터 가마쿠라 시대 초기에 걸쳐 살은 여성이다. 『헤이지모노가타리(平治物語)』에서는 보몬노히메(坊門の姫)라고 쓰여있다. 본명은 알려지지 않았다.

## 약력
아버지 요시토모는 헤이지의 난으로 토벌되어, 동복 형제인 요리토모ㆍ마레요시가 유배된 후, 보몬히메는 고토 사네모토에게 맡겨져 수도에서 몰래 숨겨져 길러졌다 (『헤이지모노가타리(平治物語)』). 후에 귀족인 이치죠 요시야스의 아내가 되었고, 닌난 2년 (1167년)에는 딸 (쿠죠 요시츠네의 아내)을, 안겐 2년 (1176년)에는 적남 타카요시를 낳았다. 이 친척관계가, 거병하여 아즈마국의 주인이 된 형제 요리토모의 중요한 수도와의 접점이 되었고, 요시야스는 보몬히메를 고토바 천황의 유모로 천거했다 (실제로는 딸 야스코가 출사). 또한 요리토모는 보몬히메 자신에게도 몇 개의 지토직을 부여햇다,
겐큐 원년 (1190년) 4월 20일, 고령의 나이로 출산에 의한 난산이 원인이 되어 향년 46세 (또는 36세)의 나이로 사망했다. 요리토모가 깊이 슬퍼한 것이 『아즈마카가미(吾妻鏡)』에 잘 나타나있다. 또한, 추선법요가 가마쿠라의 쇼쵸쥬인에서 행해진 사실도 『아즈마카가미(吾妻鏡)』에 기재되어 있다.

## 가족관계
- 아버지 : 미나모토노 요시토모
- 어머니 : 유라고젠 (정실)
- 동복형제 : 미나모토노 요리토모 (누나 또는 동생)
- 남편 : 이치죠 요시야스
  - 아들 : 이치죠 타카요시
  - 딸 : 쿠죠 요시츠네의 아내
  - 딸 : 사이온지 킨츠네의 아내
  - 딸 : 고토바 천황의 유모 다이나곤노산이 야스코

## 자손
보몬히메 사후, 그 딸이 쿠죠 요시츠네에게 시집가, 쿠죠 미치이에와 준토쿠 천황의 중궁 릿시를 낳았고, 또 다른 딸이 사이온지 킨츠네에게 시집가, 사이온지 사네우지와 린시를 낳았다. 보몬히메의 손자격인 쿠죠 미치이에와 린시가 결혼하여, 그 자녀들이 오섭가 중 쿠죠, 이치죠, 니죠가를 부흥시켰다. 또한, 미치이에와 린시 사이에서 태어난 아이 중에 후지와라노 요리츠네가 있다.
요리토모 사후, 가마쿠라 막부에서 겐지 쇼군이 단절되자, 요리토모의 동생인 보몬히메의 핏줄로 증손자 후지와라노 요리츠네를 4대 쇼군으로 맞이했다. 가마쿠라 쇼군의 7대 코레야스 친왕과 8대 히사아키 친왕은 5대손이고, 9대 모리쿠니 친왕은 6대손에 해당한다. 코레야스 친왕과 모리쿠니 친왕은 쿠죠 미치이에의 자손 (각각 증손자와 5대손)이자, 후지와라노 요리츠네ㆍ후지와라노 요리츠구 부자의 친척이기도 하다.

## 출생년도에 대해서
많은 자료를 통해, 요리토모의 여동생 설이 유력하지만, 『아즈마카가미(吾妻鏡)』 겐큐 원년 (1190년) 4월 20일조에 적힌 향년 46세에서 역산하면 1145년생으로, 1147년생인 요리토모의 누나가 된다. 『헤이지모노가타리(平治物語)』에서는 헤이지의 난 (헤이지 원년 (1159년) 12월 9일) 때, < 올해 6살이 된다 > 라고 쓰여있다. 보몬히메의 생년에 대해서는 예로부터 학자 간에 논쟁이 있어, 츠노다 분에이 ("미나모토노 요리토모의 동생" 『왕조의 명암(王朝の明暗)』, 1975년)는 46세의 산욕로 인한 사망은 부자연스러우며,  『아즈마카가미』에 쓰여진 향년 卌六(46)은 卅六(36)의 오기이며, 『헤이지모노가타리』에 쓰여진 연령에 따른다고 하였다. 누키 타츠토 ("다시 이치죠 요시야스의 아내는 미나모토노 요리토모의 동생인가" 『가마쿠라(鎌倉)』 84, 1997년)는 『아즈마카가미』에 쓰여진 향년을 중시하고, 그에 따른다고 했다.